# Gleichschaltung
 (août 2022).
Si vous disposez d'ouvrages ou d'articles de référence ou si vous connaissez des sites web de qualité traitant du thème abordé ici, merci de compléter l'article en donnant les références utiles à sa vérifiabilité et en les liant à la section « Notes et références ».
La Gleichschaltung (API :/ˈɡlaɪ̯çˌʃaltʊŋ/, ? Écouter [Fiche]; en français : « mise au pas ») est le processus mis en œuvre par Adolf Hitler et le parti nazi de 1933 à août 1934 pour imposer leur pouvoir total sur l'Allemagne et mettre la société au pas, afin de concrétiser le mythe de la « communauté populaire » (Volksgemeinschaft).
Ce processus vise toutes les sphères de la société (politique, économique, religieuse et culturelle) et concerne l'ensemble de la population. Il a notamment pour objectif d'éliminer toute opposition réelle ou potentielle et comporte un important volet antisémite. La Gleichschaltung est mise en œuvre dès l'arrivée des nazis au pouvoir via le développement d'un appareil répressif, des outils législatifs et réglementaires et la création d'organisations de masse destinées à encadrer tous les secteurs de la société. Les moyens employés étaient la séduction, l'intimidation ou la terreur.

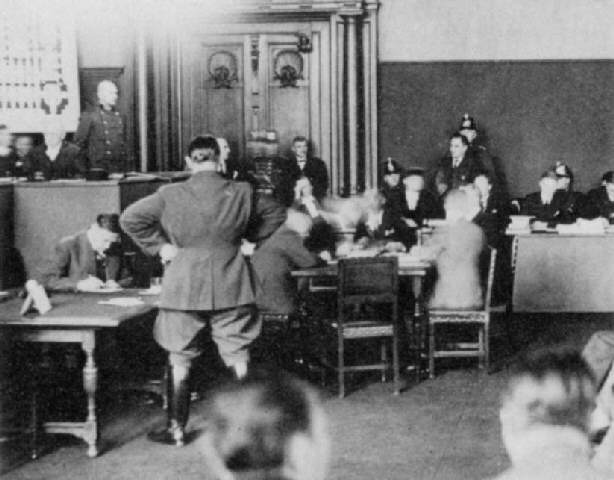
Hermann Göring (de dos) au procès après l'incendie du Reichstag dans la nuit du 27 février- au 28 février 1933.

## Un terme issu du vocabulaire nazi
Le philologue Victor Klemperer souligne que le verbe gleichschalten est, au sens propre, surtout employé en électricité, dans le sens de synchroniser ; pour cet auteur, l'utilisation du terme Gleichschaltung est la création la plus caractéristique et probablement la plus précoce de la langue du IIIe Reich (LTI), dont l'apanage est la mécanisation flagrante de la personne elle-même, « un mot monstrueusement représentatif des convictions fondamentales du nazisme ». « Dans la LTI, aucun autre terme technique, en empiétant sur un domaine qui n'est pas le sien, ne saurait révéler aussi crûment la tendance à la mécanisation et à l'automatisation ».
Pour l'historien Pierre Ayçoberry, l'expression la plus fréquente en français, « mise au pas », « rend bien compte de la discipline imposée par les nouveaux maîtres et acceptée plus ou moins volontairement par les divers corps préexistants, mais elle sacrifie les connotations technologiques du mot allemand » ; « Synchronisation ou normalisation seraient […] des traductions plus appropriées [plus fidèles à l'aspect technolâtre du régime] […], mais mise au pas est devenu d'usage courant, et il vaut mieux s'en tenir là ».

## L'appareil répressif
Le 30 janvier 1933, Adolf Hitler atteint son but : il est nommé chancelier après un mois d’intrigues au sommet. Et dès mars 1933, les premiers camps de concentration nazis sont créés.

## L'outil législatif et réglementaire
La réunion secrète du 20 février 1933 (allemand : Geheimtreffen vom 20. Februar 1933) est organisée entre Adolf Hitler et 20 à 25 industriels à la résidence officielle du président du Reichstag Hermann Göring à Berlin. Son but est de récolter des fonds pour le parti nazi, de gagner les élections législatives allemandes du 5 mars 1933 et prendre le pouvoir.
La mise en place des instruments juridiques et réglementaires de la Gleichschaltung se base sur deux textes fondamentaux : le Reichstagsbrandverordnung (décret de l'incendie du Reichstag) du 28 février 1933 et la loi des pleins pouvoirs du 24 mars 1933 (Gesetz zur Behebung der Not von Volk und Reich vom 24. März 1933).
Après l'incendie du Reichstag dans la nuit du 27 au 28 février, Hitler convainc le président Hindenburg de signer un décret d'urgence. Basé sur l'article 48, 2e alinéa de la Constitution, le Reichstagsbrandverordnung (décret de l'incendie du Reichstag) permet de restreindre, en dépassant les normes légales normalement applicables, la liberté individuelle, la liberté d'expression, et, notamment, la liberté de la presse, du droit de réunion et d'association. Le 23 mars 1933, la loi des pleins pouvoirs porte le coup de grâce à la Constitution de Weimar : « elle décide tout simplement l'abrogation de la séparation des pouvoirs et l'auto-affirmation du gouvernement en matière législative, ce qui infirme de facto les compétences inchangées du président et du Parlement […] jusqu'au déni de tout appareil constitutionnel au bénéfice du seul Führer ». Avec son entrée en vigueur, le Reichstag devient inutile et Hitler gouverne par décrets, avec ou sans la caution du président Hindenburg, sans devoir formellement modifier la Constitution : la domination de Hitler est institutionnellement sécurisée. En 1933 et 1934, les lois et décrets destinés à mettre la société allemande au pas se succèdent à un rythme effréné.
Le premier texte législatif qui se réfère à la notion de Gleichschaltung est la loi provisoire sur l'alignement des Länder avec le Reich du 31 mars 1933. « Celle-ci porte un coup décisif au fédéralisme, en dissolvant les parlements régionaux, qui seront recomposés (sauf en Prusse) proportionnellement aux résultats des dernières élections au Reichstag ». Elle est suivie, le 7 avril, par une seconde loi d'alignement qui transpose au niveau des Länder les dispositions de la loi des pleins pouvoirs et nomme à la tête de chaque Land un Reichsstatthalter (gouverneur du Reich), fonction généralement confiée à un gauleiter.
- La loi sur la restauration de la fonction publique (Gesetz zur Wiederherstellung des Berufsbeamtentums, GWB) du 7 avril 1933 permet aux dirigeants nazis de destituer les fonctionnaires juifs ou considérés comme politiquement hostiles.
- La Confédération générale des syndicats allemands (Allgemeiner Deutscher Gewerkschaftsbund, ADGB) fut dissoute le 2 mai 1933, le lendemain de la fête du Travail, quand les unités SA et du NSBO (Nationalsozialistische Betriebszellenorganisation) occupèrent les unions syndicalistes ; les chefs du ADGB furent emprisonnés. De nombreuses associations furent forcées de fusionner avec le Deutsche Arbeitsfront (DAF), substitut nazi de l'ADGB les mois suivants.
- La loi contre la formation de nouveau partis (Gesetz gegen die Neubildung von Parteien) du 14 juillet 1933 qui fait du Parti nazi le seul autorisé en Allemagne.
- La loi de reconstruction du Reich (Gesetz über den Neuaufbau des Reiches) du 30 janvier 1934 abandonnait le fédéralisme. Au lieu de cela, les établissements politiques des Länder ont été pratiquement entièrement supprimés, transférant tous les pouvoirs au gouvernement central. En conséquence, une autre loi datant du 14 février 1934 dissout le Reichsrat, la représentation des Länder au niveau fédéral.
- Le 2 août 1934 à 9 h, le président du Reich (Reichspräsident) Paul von Hindenburg meurt à l'âge de 87 ans. Trois heures avant, le gouvernement avait voté la loi sur le chef d'État du Reich allemand, qui prendrait effet lors de sa mort : celle-ci prescrivait que les fonctions de président du Reich devaient être unies avec celles du chancelier du Reich et que les compétences du précédent gouvernement devaient être transférées au « Führer et chancelier du Reich » (Führer und Reichskanzler), Adolf Hitler, qui demanda l'application de cet article.

## La «mise au pas» de la société

### Les partis politiques
De mars à mai 1933, les militants de gauche du KPD et du SPD sont les premiers détenus des camps de concentration. Catégorisés comme « opposants politiques », 25 000 sont envoyés dans les premiers camps gardés par des SA (Dachau, Oranienburg-Sachsenhausen, Papenburg). Le 22 juin 1933, il n'y a plus de parti de gauche en Allemagne. Bien qu'allié au premier gouvernement Hitler, Alfred Hugenberg démissionne le 27 juin 1933 et le parti conservateur DNVP est dissous ; ses militants rejoignent le NSDAP. Le Deutsche Staatspartei est dissous le 28 juin.
Le 5 juillet, le Zentrum catholique procède à sa propre dissolution, à la suite de la disparition de sa branche bavaroise.
La loi du 14 juillet 1933 instaure le NSDAP comme parti unique ; la création de tout nouveau parti politique est prohibée. Ceci a lieu six mois après que Hitler a été nommé chancelier.

### Les milieux artistiques, culturels et médiatiques
Le 22 septembre 1933, Goebbels instaure la Reichskulturkammer, la Chambre de la culture du Reich. Tous les secteurs culturels, artistiques et médiatiques sont placés sous le contrôle de Goebbels et de son Ministère de l'Éducation du Peuple et de la Propagande. La Reichskulturkammer se compose de sept branches correspondant aux différents secteurs d'activité artistiques, culturels et médiatiques : la musique, le théâtre, la littérature, le cinéma, les arts graphiques et plastiques, la presse et la radio. Toute personne exerçant dans ces domaines devait être membre de la Reichskulturkammer. Pour cela, il fallait prouver sa conformité politique et « raciale » au régime nazi. Les artistes et travailleurs de la culture et des médias devaient alors servir la propagande d'État en diffusant l'idéologie nazie. Tous les dissidents, c'est-à-dire ceux dont les œuvres d'art, les idées exprimées, l'orientation sexuelle, la religion ou l'origine ethnique entraient en contradiction avec l'idéologie nazie, étaient considérés comme « producteurs d'art dégénéré » (Entartete Kunst). En tant que tels, ils recevaient une interdiction d'exercer dans leur domaine et en cas de récidive, étaient arrêtés ou déportés.
Ainsi, les secteurs artistiques, culturels et médiatiques sont mis au pas, au service du régime nazi.

### Les femmes
Plusieurs associations de femmes sont dissoutes dès 1933. Les femmes sont incitées à quitter leur emploi salarié.

### La jeunesse
Par un décret du 22 juin 1933, le Comité national des associations de jeunesse allemande est dissous. Les adhérents des associations dissoutes sont rattachés soit à la Jeunesse hitlérienne (die Hitlerjugend), qui atteint 3,5 millions de membres à la fin de l'année 1934, soit au Bund Deutscher Mädel, la Ligue des jeunes filles allemandes, branche féminine de la Hitlerjugend.
La jeunesse hitlérienne subira une propagande nazie très forte dans un sens de domination, de force et d'exaltation de la nation allemande. L'école ne devait alors avoir que le rôle de complément.

### Les Églises
En 1933, les Églises protestantes sont contraintes de fusionner au sein de l'Église protestante du Reich qui est noyautée par les « Chrétiens allemands » proches du parti nazi. Ces Chrétiens allemands ont été placés à la tête de l'Église protestante de l'Union prussienne à la suite d'un coup de force.

### Le monde du travail et les syndicats
Les syndicats sont interdits, nombre de leurs dirigeants sont arrêtés. Les fonctionnaires font l'objet d'une épuration idéologique, permettant de s'assurer le concours de l'ensemble des services publics ; à la suite de quoi tous les secteurs professionnels privés sont encadrés par des membres du parti nazi.
Pour l'organisation du travail, les Nazis créent le Deutsche Arbeitsfront (Front du Travail) en avril 1933. Pensé par Hitler comme un moyen d'intégrer la classe ouvrière, vivier politique du SPD et du KPD, au nouveau régime, dans un contexte de remise en cause des conquêtes sociales du début du siècle, le Front du Travail est organisé à partir d'avril 1933 par Ley et Muchow, responsable des cellules d'entreprises. Seule conséquence réelle du discours de Hitler du 1er mai 1933 lors de la fête nationale du peuple allemand, la création du Front du Travail doit permettre de surmonter les antagonismes de classes au sein d'une organisation destinée à créer les conditions d'une meilleure connaissance des classes, les Stände, les unes par rapport aux autres, dans le cadre de la Volksgemeinschaft.
Le 10 mai 1933, à Berlin, en présence de la totalité du gouvernement et de la direction du parti, est organisé le premier congrès du Deutsche Arbeitsfront, placé sous le patronage de Hitler ; celui-ci fixe les modalités de la fusion des différentes organisations destinées à composer le Deutsche Arbeitsfront. Regroupant les syndicats dissous de fait le 2 mai 1933, deux organisations sont créées, l'association générale des travailleurs allemands, confiée à Walter Schuhmann, chef de la NSBO, et l'association générale des employés allemands, confiés à Albert Forster, Gauleiter de Dantzig, et deviennent les centres du Deutsche Arbeitsfront.

## Le contrôle des organisations paramilitaires et de l'armée
Les organisations paramilitaires non nazies sont supprimées :
- la Bannière du Reich, 3,5 millions de membres ;
- les paramilitaires du DNVP ;
- les membres du Stahlhelm rejoignent massivement les SA ; en 1935, le Stahlhelm a cessé d'exister ;
- le Front rouge des combattants, qui était l'armée officieuse du KPD et comptait 150 000 membres.

Dernière organisation paramilitaire avec la SS, la SA elle-même est purgée fin juin 1934 lors de la nuit des Longs Couteaux.
La Reichswehr est réorganisée en Wehrmacht par la loi du 21 mars 1935, qui réintroduit la conscription.